# 土屋浩子
土屋 浩子（つちや ひろこ、1941年5月16日 - 2008年11月1日）は、日本の歌人。
長野県佐久市出身。1973年（昭和48年）3月、「短歌新潮」入会、丸山忠治に師事。その後同人となり、歌誌編集と後進の指導に携わった。1985年（昭和60年）12月、第一歌集「風花」を出版。2007年（平成19年）6月、第二歌集「水辺の秋」を出版。元シンガーソングライターの土屋竜一は長男。2008年（平成20年）11月1日没。

## 著書
- 風花（三光書房） - 1985年
- 水辺の秋（三光書房） - 2007年

## 関連する事項
- 土屋竜一著「神様からの贈り物」（角川書店）に、主要人物（母親）としての記述がある。